# Devpost
Devpost és una empresa amb seu a Nova York que mitjança a la innovació permetent, mitjançant el seu lloc web ChallengePost, que organitzacions i particulars amb ànim de lucre o sense presenten concursos amb premis pecuaris per a qui resolga el problema plantejat. Els usuaris lliurement poden afegir diners als premis. Al contrari que InnoCentive, ChallengePost se centra en organitzacions xicotetes i individus. A diferència d'altres intermediaris a la innovació, es caracteritza per no aconsellar als que creen els concursos.
Fou fundada el 2008 per Brandon Kessler amb el nom del lloc web que opera (ChallengePost). El fundador decidí crear l'empresa amb aquest tipus de negoci al adonar-se de la notícia d'un home que guanyà un concurs que tractava de fer funcionar el sistema operatiu Windows XP en un Mac. En el temps s'especialitzà en el desenvolupament d'API.
Els ingressos al lloc web provenen d'un 8 per cent.
El programari utilitzat a Devpost fou utilitzat per a Challenge.gov. Els concursos presents a Challenge.gov apareixen a Devpost.